# 9432 Iba
A 9432 Iba (ideiglenes jelöléssel (9432) 1997 CQ) a Naprendszer kisbolygóövében található aszteroida. Kobajasi Takao fedezte fel 1997. február 1-jén.